# Safaliba (Sprache)
Safaliba (auch Safali, Safalaba, Safalba) ist die westafrikanische Sprache der Safaliba mit nur noch ca. 4.000 Sprechern in Ghana (2003) direkt westlich und südlich von Bole, im Westen der Northern Region in den Dörfern Mandari, Tanyire, Manfuli und Gbenfu sowie in einigen Siedlungen in der Nähe der Städte Bote, Sawla, Kalba.
Einige Sprecher wurden in Vonkoro ung Bound in der Elfenbeinküste gezählt. Deren Anzahl ist jedoch nicht näher bestimmt.
Eine lexikarische Übereinstimmung zu 79 % soll mit Dagaare bestehen.